# McDonough County
McDonough County är ett county i delstaten Illinois, USA. Den administrativa huvudorten (county seat) är Macomb.

## Geografi
Enligt United States Census Bureau har countyt en total area på 1 528 km². 1 526 km² av den arean är land och 2 km² är vatten.

### Angränsande countyn
- Warren County - nord
- Fulton County - öst
- Schuyler County - syd
- Hancock County - väst
- Henderson County - nordväst